# Rose Modesto

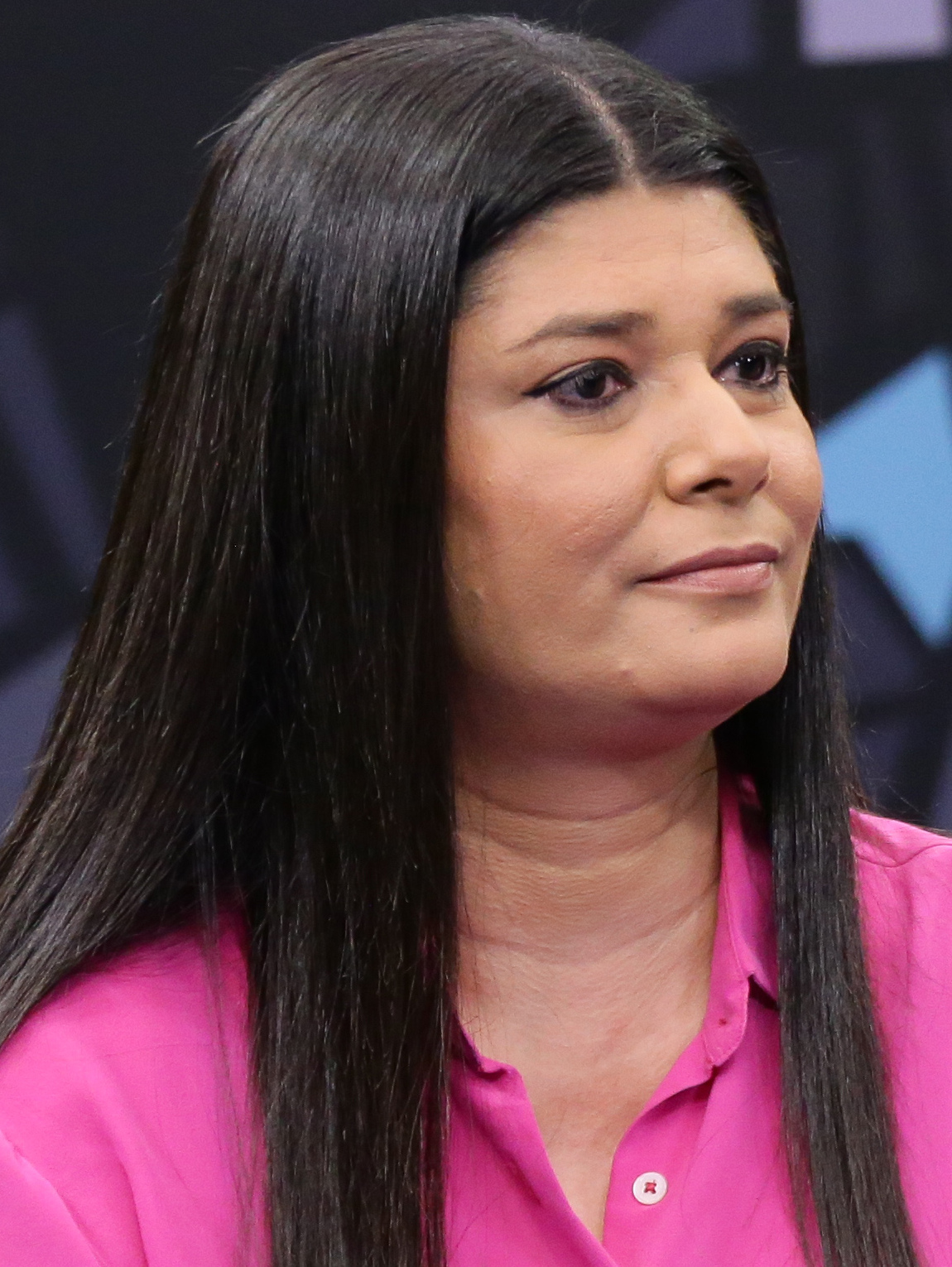
Rose Modesto (2019)

Rosiane Modesto de Oliveira, bekannt als Rose Modesto, (* 20. Februar 1978 in Fátima do Sul) ist eine brasilianische Politikerin und Lehrerin. Sie ist Bundesabgeordnete für Mato Grosso do Sul in der Abgeordnetenkammer des Nationalkongresses. 

## Leben
Rose Modesto ist das jüngste von fünf Kindern eines Bauernehepaars aus Fátima do Sul, einer rund 250 km von der Landeshauptstadt Campo Grande entfernten Gemeinde. Ihr Bruder ist der Landespolitiker Rinaldo Modesto, eigentlich Rinaldo Modesto de Oliveira, bekannt als Professor Modesto. Sie begann 1999 ein Studium für das Lehramt Geschichte an der privaten, konfessionell den Salesianern verbundenen Universidade Católica Dom Bosco in Campo Grande. Sie ist politisch auch als Professora Rose bekannt.

## Politische Laufbahn
2008 wurde sie mit 7.536 Stimmen (1,87 %) zur Stadträtin von Campo Grande gewählt. 2012 wurde sie mit 10.813 Stimmen (2,50 %) wiedergewählt und war damit die Zweitmeiste.
Von Januar 2015 bis Januar 2019 war sie Vizegouverneurin von Mato Grosso do Sul in der Regierung von Reinaldo Azambuja. Sie ersetzte Simone Tebet. 
Zusätzlich zu ihren Funktionen als Vizegouverneurin wurde sie auch zur Staatssekretärin für Menschenrechte, Sozialhilfe und Arbeit ernannt und verließ die Position im April 2016, um für das Bürgermeisteramt von Campo Grande zu kandidieren.
2018 erklärte sie, dass sie nicht zur Wiederwahl als Vizegouverneur kandidieren werde. Im August wurde sie von der Partei für einen Sitz in der Abgeordnetenkammer nominiert und mit 120.901 der gültigen Stimmen gewählt.
Bei der Gouverneurswahl 2022 im Rahmen der Wahlen in Brasilien 2022 kandidierte Modesto als Gouverneurin von Mato Grosso do Sul für die União Brasil (UNIÃO). Mit 12,42 % oder 178.599 der gültigen Stimmen war sie nicht erfolgreich. Sie belegte damit den 4. Platz, Wahlgewinner wurde Eduardo Riedel (PSDB).